# الاتلی
الاتلی (به لاتین: Alatly) منطقه‌ای مسکونی در جمهوری آذربایجان است که در شهرستان یولاخ واقع شده‌است.